# Théâtre du Soleil
Théâtre du Soleil är ett franskt teatersällskap som startades 1964 av regissören Ariane Mnouchkine. Gruppen har blivit känd för en kollektiv och visuell spelstil med stark publikkontakt. Det konstnärliga genombrottet kom 1967 med den engelske dramatikern Arnold Weskers kollektivdrama Köket (från 1959).
I början av 1970-talet fick gruppen internationella framgångar med två gruppteater-uppsättningar om franska revolutionen - 1789 och 1791. Sedan dess har gruppens hemmascen varit en krutfabrik, La Cartoucherie, i förorten Vincennes utanför Paris.
1979 gjorde gruppen en film om Molières liv.
Under 1980-talet gjorde Théâtre du Soleil en serie banbrytande uppsättningar av William Shakespeares dramer, där man undersökte Shakespeares texter utifrån österländska teaterformer som no-spel och kabuki från Japan; kathakali från Indien och balinesisk dans. Utgångspunkten var att man ville lyfta fram det avlägsna hos Shakespeare - i viss polemik mot Jan Kotts synsätt i essäboken Shakespeare vår samtida, som hade stort genomslag i 1960-talets och 70-talets nytolkningar.